# 博比尼
博比尼（法語：Bobigny，法語：[bobiɲi] ⓘ），法国中北部城市，法兰西岛大区塞纳-圣但尼省的一个市镇，同时也是该省的省会，下辖博比尼区，其市镇面积为6.8平方公里，2022年1月1日时人口数量为55,270人，在法国城市中排名第113位。
博比尼位于塞纳-圣但尼省中部，是该省的行政中心，也是巴黎东北郊区重要的卫星城，距离巴黎市区约5公里，通过地铁5号线与之相连，是大巴黎都会区的组成部分。

## 地名来源

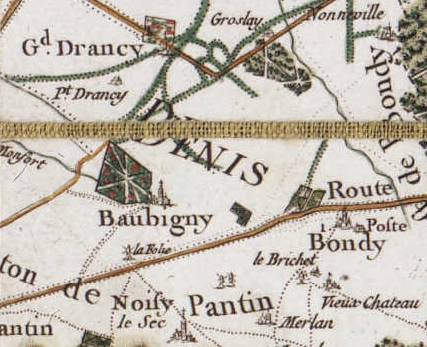
卡西尼地图上的博比尼

“博比尼”一名来源于其附近的博比尼森林，最初以的形式被记载。

## 历史
博比尼的早期历史尚不清楚，中世纪时曾分属利夫里和圣但尼修道院，法国大革命后，博比尼成为塞纳省的一个市镇，彼时，博比尼仅为一个人口不足三百的普通市镇。工业革命期间，途径博比尼的巴黎大环线铁路以及连接博比尼和巴黎市区的有轨电车建成，博比尼逐渐发展成为重要的居民区。由于当地聚集了较多的工人阶级居民，博比尼的大部分历任市长均为共产主义者，故该地由被称为“巴黎红色郊区”（banlieue rouge de Paris）。法国报纸《画报》于1931年将总部迁至博比尼，后于二战结束后停刊。二十世纪五十年代后，随着巴黎的城市扩张，博比尼出现了大批的现代居民区，当地的人口数量在十年内增加超过两倍。1968年，塞纳省被撤销，博比尼被划入新设立的塞纳-圣但尼省内，并成为该省的省会。1985年，巴黎地铁5号线北延段建成；1992年，横跨塞纳-圣但尼省的法兰西岛有轨电车1号线亦建成通车。

## 地理

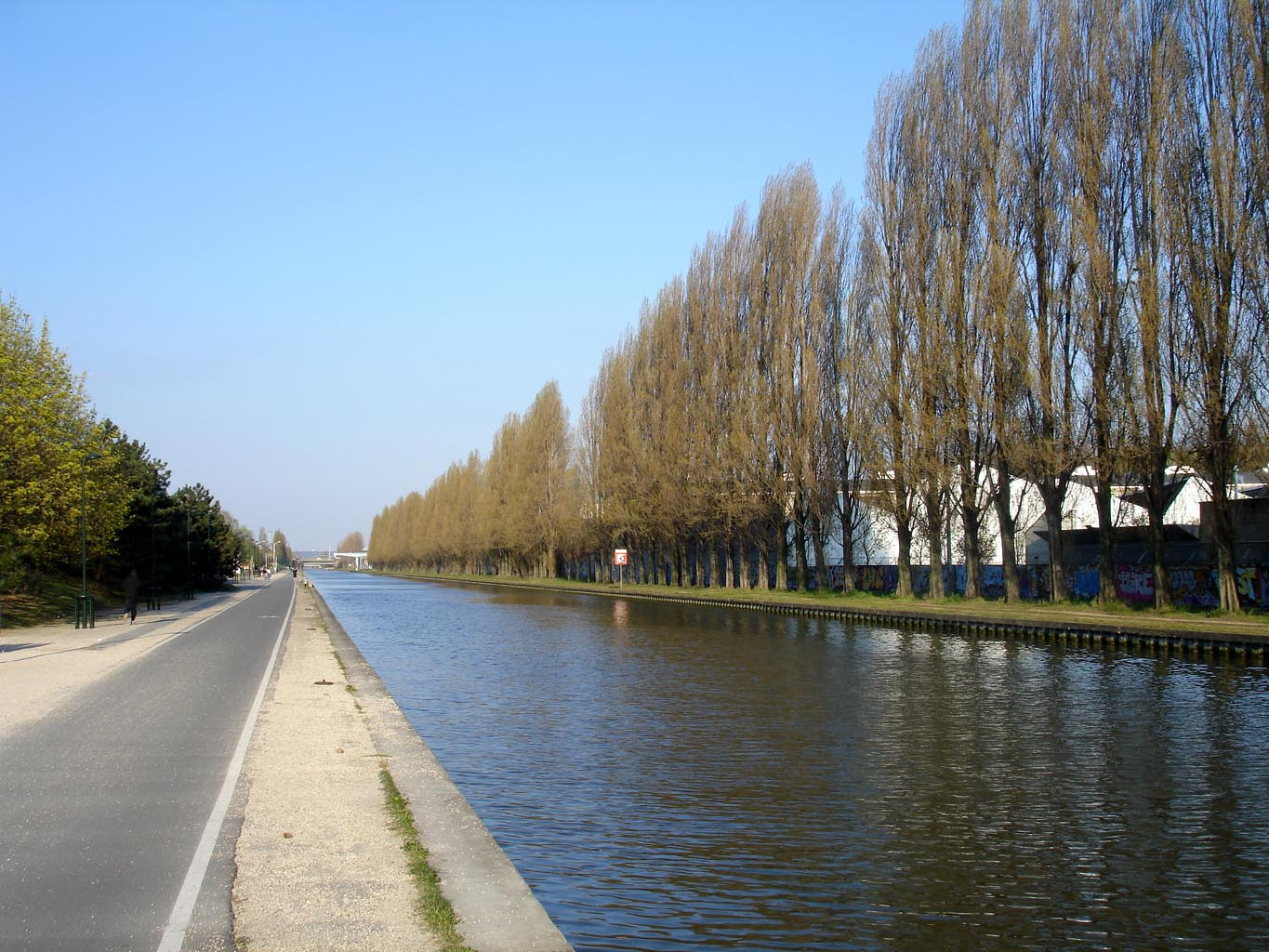
乌尔克运河博比尼段

博比尼位于法国中北部，法兰西岛大区中部和塞纳-圣但尼省中部，距离省会巴黎市区大约5公里。与博比尼接壤的市镇包括：德朗西、庞坦、拉库尔讷沃、邦迪、努瓦西勒塞克、罗曼维尔。

### 地形
博比尼位于巴黎盆地腹地，境内地势平坦，全境海拔在39到57米之间。

### 水文
人工开凿的乌尔克运河从博比尼境内南部穿过，现仍有航运功能，其沿岸开辟有健身走廊。除此之外，博比尼境内无其它大型天然水域。

### 植被
博比尼属于温带落叶林区，市区内的主要绿地公园包括贝热尔公园（Parc de la Bergère）、市政厅旧址城墙花园（Jardin du Mail de l'Hôtel de Ville）等，均常年免费向公众开放。

### 气候
博比尼在柯本气候分类法中属于温带海洋性气候。
距离博比尼最近的气象站位于勒布尔歇，以下为该气象站的数据：
| 勒布尔歇1981年－2019年 | 勒布尔歇1981年－2019年 | 勒布尔歇1981年－2019年 | 勒布尔歇1981年－2019年 | 勒布尔歇1981年－2019年 | 勒布尔歇1981年－2019年 | 勒布尔歇1981年－2019年 | 勒布尔歇1981年－2019年 | 勒布尔歇1981年－2019年 | 勒布尔歇1981年－2019年 | 勒布尔歇1981年－2019年 | 勒布尔歇1981年－2019年 | 勒布尔歇1981年－2019年 | 勒布尔歇1981年－2019年 |
| 月份                   | 1月                    | 2月                    | 3月                    | 4月                    | 5月                    | 6月                    | 7月                    | 8月                    | 9月                    | 10月                   | 11月                   | 12月                   | 全年                   |
| ---------------------- | ---------------------- | ---------------------- | ---------------------- | ---------------------- | ---------------------- | ---------------------- | ---------------------- | ---------------------- | ---------------------- | ---------------------- | ---------------------- | ---------------------- | ---------------------- |
| 历史最高温 °C（°F）    | 16.1 (61.0)            | 20.8 (69.4)            | 24.7 (76.5)            | 31.9 (89.4)            | 35 (95)                | 36.9 (98.4)            | 42.1 (107.8)           | 40.2 (104.4)           | 35 (95)                | 29.4 (84.9)            | 21.3 (70.3)            | 17.2 (63.0)            | 42.1 (107.8)           |
| 平均高温 °C（°F）      | 7 (45)                 | 8.2 (46.8)             | 12 (54)                | 15.3 (59.5)            | 19.2 (66.6)            | 22.4 (72.3)            | 25.1 (77.2)            | 25 (77)                | 21.1 (70.0)            | 16.3 (61.3)            | 10.7 (51.3)            | 7.4 (45.3)             | 15.8 (60.4)            |
| 日均气温 °C（°F）      | 4.3 (39.7)             | 4.9 (40.8)             | 7.9 (46.2)             | 10.5 (50.9)            | 14.3 (57.7)            | 17.3 (63.1)            | 19.6 (67.3)            | 19.4 (66.9)            | 16.1 (61.0)            | 12.3 (54.1)            | 7.6 (45.7)             | 4.9 (40.8)             | 11.6 (52.9)            |
| 平均低温 °C（°F）      | 1.7 (35.1)             | 1.6 (34.9)             | 3.9 (39.0)             | 5.7 (42.3)             | 9.4 (48.9)             | 12.2 (54.0)            | 14.2 (57.6)            | 13.9 (57.0)            | 11.1 (52.0)            | 8.3 (46.9)             | 4.5 (40.1)             | 2.3 (36.1)             | 7.4 (45.3)             |
| 历史最低温 °C（°F）    | −18.2 (−0.8)           | −16.8 (1.8)            | −9.6 (14.7)            | −3.7 (25.3)            | −1.6 (29.1)            | 0.9 (33.6)             | 3.5 (38.3)             | 1.9 (35.4)             | 0.1 (32.2)             | −5.6 (21.9)            | −9.5 (14.9)            | −15.1 (4.8)            | −18.2 (−0.8)           |
| 平均降水量 mm（）      | 49.6 (1.95)            | 42 (1.7)               | 50.2 (1.98)            | 49.8 (1.96)            | 61.1 (2.41)            | 55 (2.2)               | 59.2 (2.33)            | 49 (1.9)               | 49.3 (1.94)            | 64.8 (2.55)            | 50.9 (2.00)            | 59.8 (2.35)            | 640.7 (25.22)          |
| 月均日照時數           | 62                     | 75.1                   | 125                    | 165.8                  | 193.3                  | 206.9                  | 215.7                  | 206.2                  | 160.2                  | 111.2                  | 65.1                   | 50.8                   | 1,637.3                |
| 来源：infoclimat.fr    |                        |                        |                        |                        |                        |                        |                        |                        |                        |                        |                        |                        |                        |

## 行政区划
博比尼是法国法兰西岛大区塞纳-圣但尼省的一个市镇，编号为93008，它也是塞纳-圣但尼省的省会。博比尼下辖博比尼区，管理博比尼县，隶属于塞纳-圣但尼省第五选区，同时也是大巴黎都会区的组成部分。
博比尼市镇被划为14个街区，并实行街区自治制度。
法国国家统计与经济研究所（简称）在进行数据统计时，将博比尼划为大巴黎都会区的一部分。同时，还将博比尼市镇分为了19个“块区”（IRIS），以便于统计人口分布情况。

## 交通

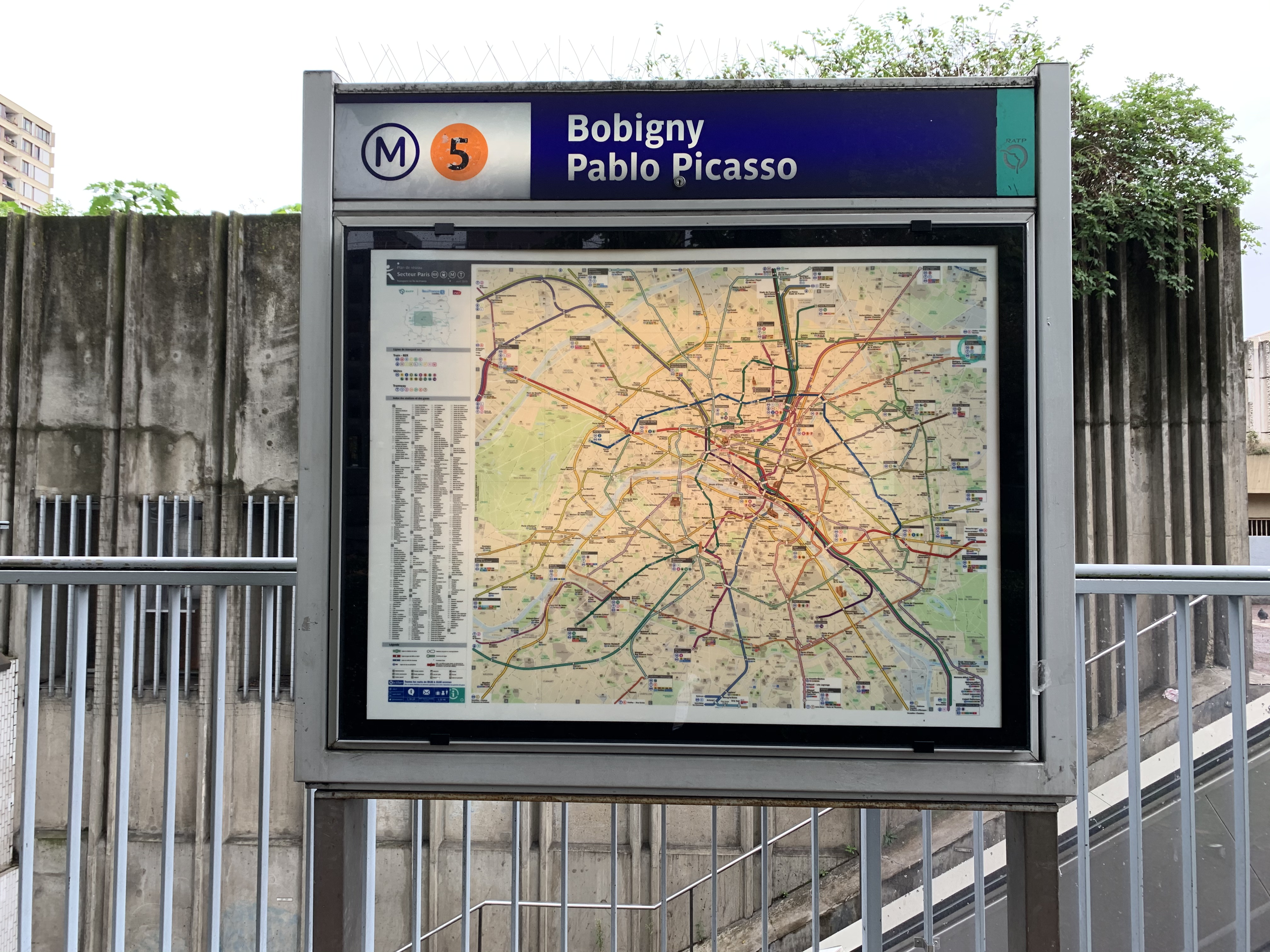
巴黎地铁5号线博比尼巴勃罗·毕加索站

### 公路
A86高速公路（巴黎外环线）横穿博比尼市中心，其大部分路段为地下隧道，此外法国国道N3线和多条塞纳-圣但尼省省道在博比尼境内交汇，主要路段均为城市道路，有照明及排水设施。
2017年，50.6%的博比尼家庭拥有至少一辆的私人汽车。2018年，博比尼境内共发生各类交通事故86起，造成1人遇难，100人受伤。

### 对外交通
距离博比尼最近的长途铁路车站为巴黎北站，最近的民用航空机场为巴黎戴高乐机场。位于市区北部的博比尼火车站已关闭，远期计划成为法兰西岛快速有轨电车11号线的一个站点。

### 城市公共交通
巴黎地铁5号线经过境内，并设有两个站点：博比尼-庞坦雷蒙·凯诺站和博比尼-巴勃羅·畢卡索站。法兰西岛有轨电车1号线亦经过博比尼境内，设有6个车站。
在公交方面，巴黎公交134路、143路、146路、147路、148路、151路、234路、251路、301路、303路、322路、330路以及法兰西岛夜班车N13线、N41线和N45线经过博比尼境内。塞纳-圣但尼省城际客运（商业名称为）是博比尼所处的塞纳-圣但尼省中西部地区的区域性公共交通系统。截至2020年12月，该系统共包括二十多条公交线路，其中615路、620路等线路途径博比尼市区。
| 途经博比尼境内的主要公共交通线路 |              | |
| 类型                             | 运营商       | 线路 |
| 地铁                             | RATP         | ：博比尼巴勃罗·毕加索站 ↔ 博比尼-庞坦雷蒙·凯诺站 ↔ 火车北站 ↔ 火车东站 ↔ 奥斯特里茨火车站 ↔ 意大利广场 |
| 有轨电车                         | RATP         | ：阿涅尔四道口 ↔ 圣但尼站 ↔ 1945年5月8日 ↔ 莫里斯·拉沙特尔 ↔ 未来德朗西 ↔ 阿维塞讷医院 ↔ 加斯东·鲁洛 ↔ 诺曼底尼埃门行动 ↔ 农场 ↔ 自由 ↔ 博比尼市政厅 ↔ 博比尼巴勃罗·毕加索站 ↔ 让·罗斯唐 ↔ 奥古斯坦·德洛讷 ↔ 努瓦西勒塞克 |
| 公共汽车                         | RATP         | 146：蒙费梅伊-花坛 ↔ 巴勃罗·毕加索 ↔ 诺曼底尼埃门行动 ↔ 快铁勒布尔歇站 148： 巴勃罗·毕加索 ↔ 诺曼底尼埃门行动 ↔ 快铁德朗西站 ↔ 空间博物馆 234：利夫里加尔冈市政厅 ↔ 巴勃罗·毕加索 ↔ 博比尼市政厅 ↔ 欧贝维利埃城堡 251：伯努瓦·弗拉雄 ↔ 巴勃罗·毕加索 ↔ 1962年3月19日广场 ↔ 快铁欧奈苏布瓦站 301：巴勃罗·毕加索 ↔ 圣女贞德 ↔ 快铁丰特奈谷站 303：巴勃罗·毕加索 ↔ 快铁邦迪站 ↔ 维勒蒙布勒 ↔ 快铁大努瓦西站 322： 巴勃罗·毕加索 ↔ 卡尔诺 ↔ 蒙特勒伊市政府 |
| 公共汽车                         | transdev TRA | 615：巴勃罗·毕加索 ↔ 快铁欧奈苏布瓦站 ↔ 快铁维勒潘特站 620：巴勃罗·毕加索 ↔ 快铁勒布朗梅尼勒站 ↔ 伊布隆桥工业区 |
| 公共汽车                         | TVF          | 8：巴勃罗·毕加索 ↔ 利夫里加尔冈市政厅 ↔ 欧贝坦体育馆 ↔ 克莱田 ↔ 莫城火车站 |
| 公共汽车                         | (N)          | N45：巴黎-火车东站 ↔ 让·饶勒斯 ↔ 巴勃罗·毕加索 ↔ 蒙费梅伊医院 |
| 1.                               |              | |

## 政治

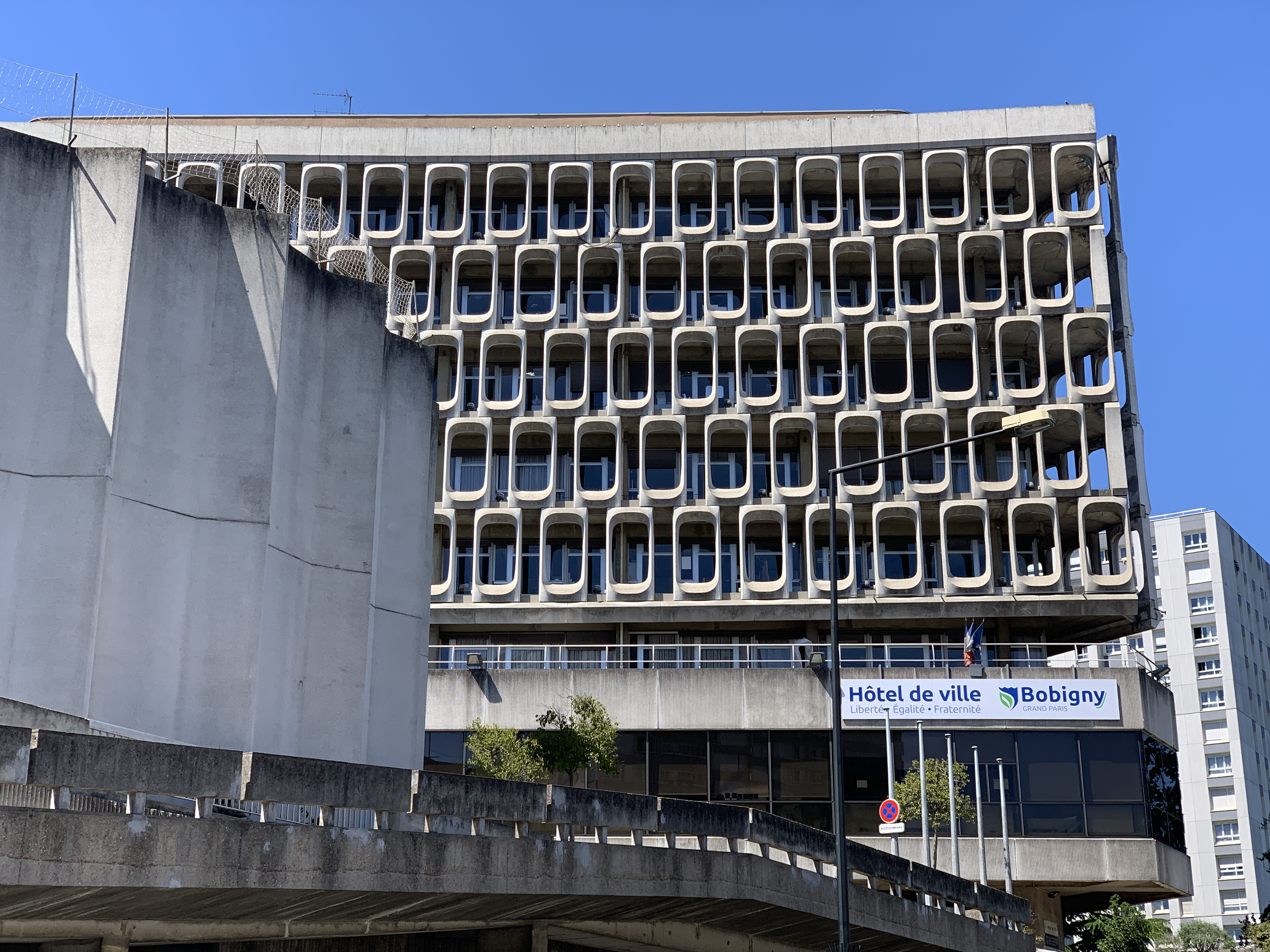
博比尼市政厅大楼

博比尼的现任市长为阿布戴尔·萨迪先生（Abdel Sadi），他是法国共产党的一名成员，在2020年的市政选举中获得了55.28%的支持率。
在2017年的法国总统大选中，法国第25任总统埃马纽埃尔·马克龙在博比尼获得了81.87%的支持率。
| 博比尼历届市长 |                 |                           |
| 任期           | 市长            | 党派                      |
| 1944年－1955年 | 莱昂·佩什       | PCF法国共产党             |
| 1955年－1965年 | 勒内·盖尼耶     | PCF法国共产党             |
| 1965年－1995年 | 乔治·瓦尔邦     | PCF法国共产党             |
| 1995年－2006年 | 贝尔纳·比尔桑热 | PCF法国共产党             |
| 2006年－2014年 | 卡特琳·佩热     | PCF法国共产党             |
| 2014年－2020年 | 斯泰凡·德保利   | UDI民主人士和独立人士联盟 |
| 2020年－       | 阿布戴尔·萨迪   | PCF法国共产党             |

## 人口
2017年，博比尼市镇人口数量为53,640，在法国排名第113位。其中男性26,771人，女性26,869人，75岁及以上人口占3.7%，外籍人口数量为14,369人，人口密度为7,923人/平方公里，当地居民被称为（男性）或（女性）。2018年，博比尼境内出生917人，死亡人口282人。
| 年份   | 1936   | 1946   | 1954   | 1962   | 1968   | 1975   | 1982   | 1990   | 1999   | 2006   | 2011   | 2016   | 2017   |
| ------ | ------ | ------ | ------ | ------ | ------ | ------ | ------ | ------ | ------ | ------ | ------ | ------ | ------ |
| 人口數 | 17,676 | 16,547 | 18,521 | 37,010 | 39,453 | 43,125 | 42,723 | 44,659 | 44,079 | 47,806 | 47,224 | 52,337 | 53,640 |

## 经济
博比尼是塞纳-圣但尼省的行政中心，当地共有各类用人单位8,577家，平均历史为9年，其中99.39%为中小型企业（PME）。法雷奥照明（Valeo Vision，照明）、阿斯特里耶讷（Asturienne，建材销售）及塞卡诺建设（Sequano Aménagement，建筑工程）是当地2019年营业额最高的三个企业，分别为605,898,002欧元、296,434,015欧元和115,876,350欧元。

## 财政收入
2018年，博比尼的财政收入总额为122,707,000欧元，财政支出总额为110,408,000欧元，当年的债务总额为95,393,900欧元。
2015年，博比尼的人均收入总额为2,390欧元，其中高职人员为3,546欧元，普通职员为1,758欧元。
2017年，博比尼境内的青壮年（15至64岁）失业率为22.7%，当地31.6%的家庭拥有纳税资格。

## 社会事务

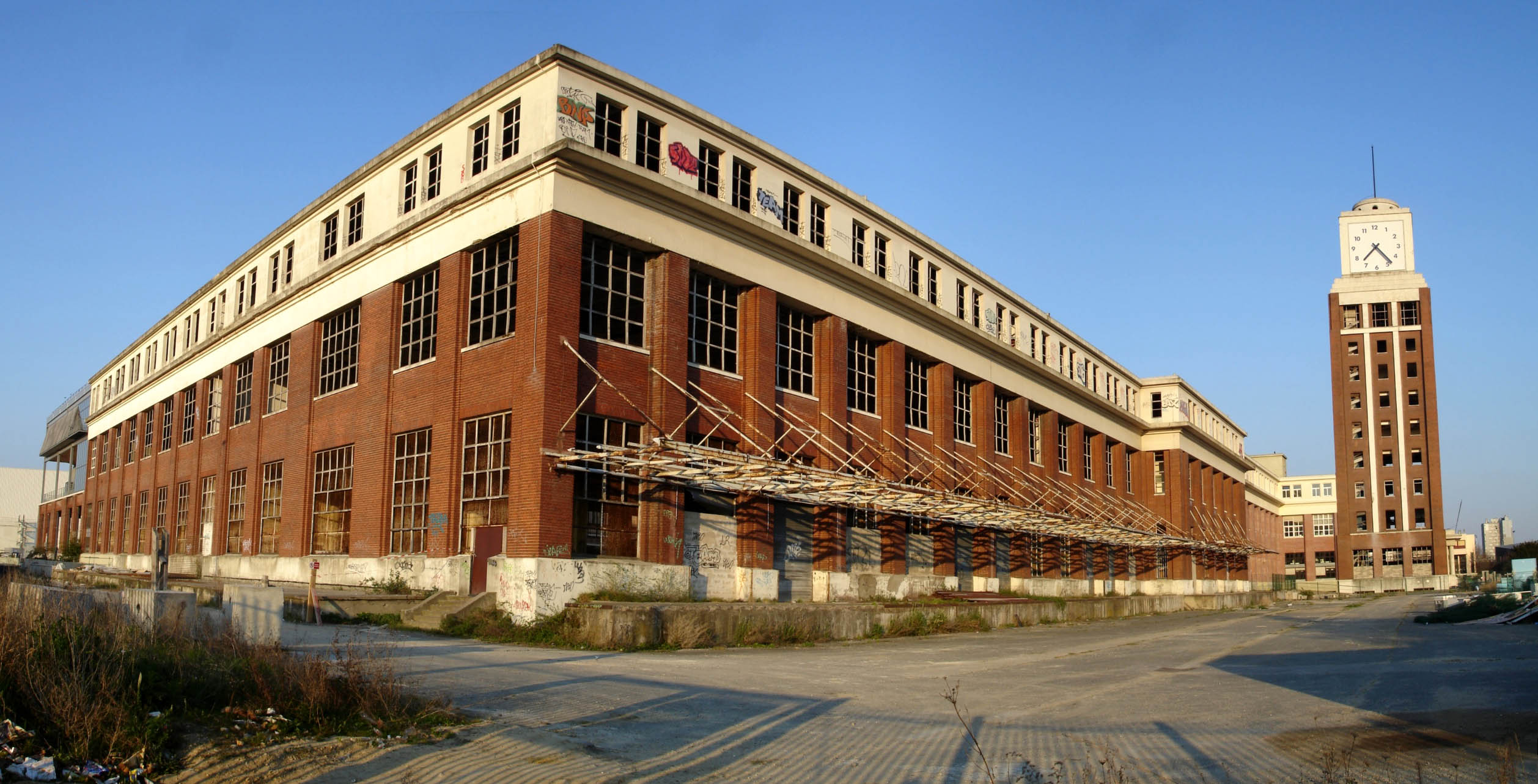
巴黎十三大博比尼校区

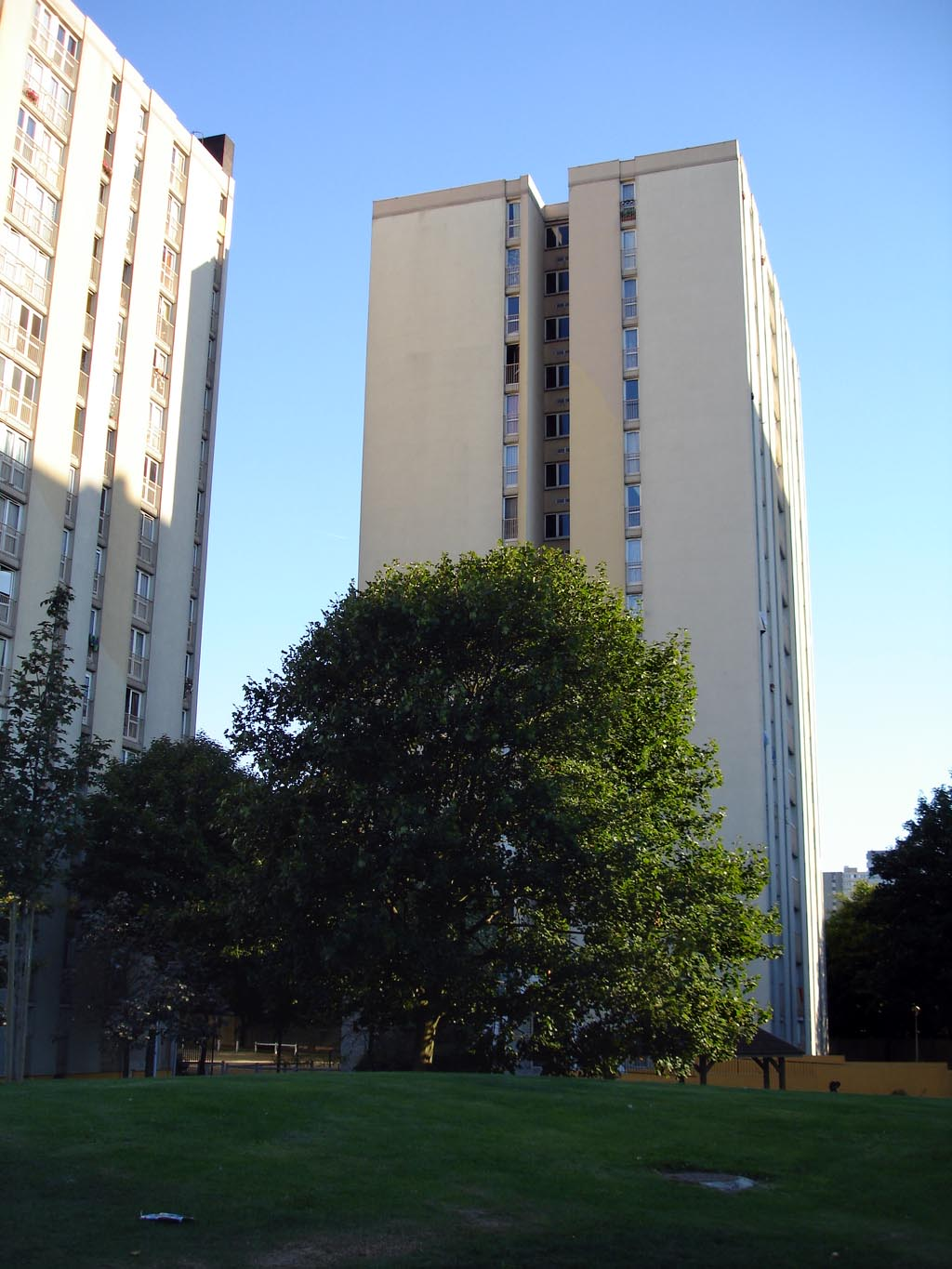
博比尼的一处高层住宅

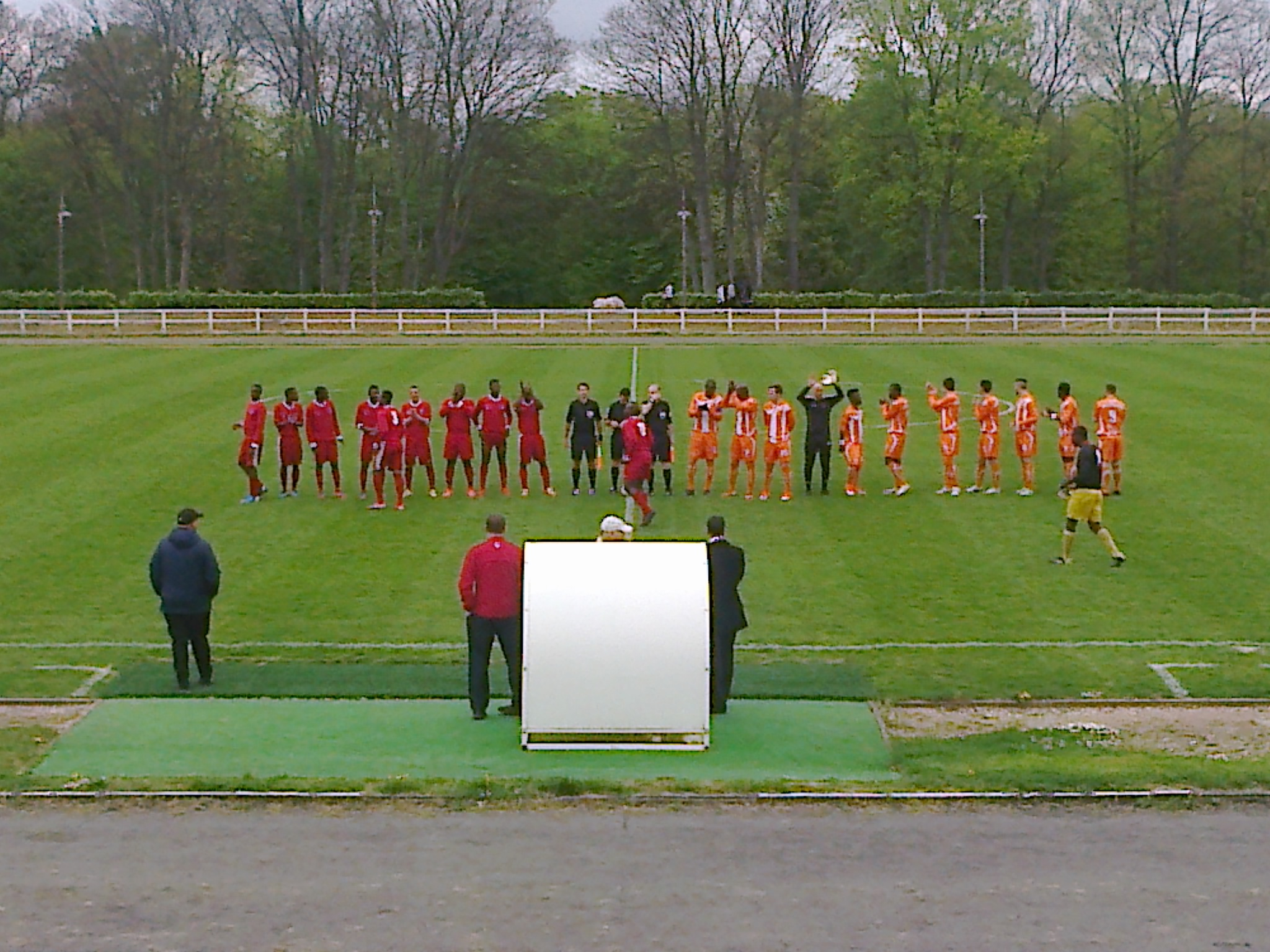
博比尼境内的一场足球比赛

### 教育
博比尼属于克雷泰伊学区。截止2019年1月1日，博比尼境内共有13所幼儿园、19所小学、6所初级中学、4所普通高中和3所职业高中。 2018至2019学年度，博比尼境内共有在校中等教育阶段学生4,375名。
在高等教育方面，巴黎第十三大学，又称“巴黎北部索邦大学”（Université Sorbonne Paris Nord），是法国的一所公立综合性高等学府，其在博比尼设有一个校区，下属的一所应用技术学院以及生物与健康学院在此授课。此外当地还有一所酒店管理学校（ECOFIH Bobigny），是一所私立学院。

### 医疗
截止2019年1月1日，博比尼境内共有全科医生33名、保健师23名、牙医6名、护士37名、耳科医生2名、眼科医生0名、皮肤科医生0名、助产士4名、儿科医生1名和妇科医生2名。境内共有药房16家、养老院4家、残疾人帮扶中心3家。
巴黎塞纳-圣但尼中心医院是法国的一个区域性医疗机构，亦是巴黎公立医疗系统的一部分，其主病区之一的阿维塞讷医院位于博比尼市区，设有床位543个，是当地规模最大的公立综合性医院。

### 住房
2017年，博比尼境内共有各类住房20,184套，其中18.3%为独立式居民区，77.8%为集中式居民区。常住房屋占博比尼市镇范围内居民建筑总量的90.1%。

### 商业
2018年，博比尼境内共有各类实体商铺1,790家，其中餐厅168家、大型超市12家、杂货店44家、面包房30家、肉铺13家、书店8家、装饰品店3家、银行门店16家、美容美发店24家、汽车维修店47家。

### 体育
2019年，博比尼境内共有1家游泳池、8间体育馆、4座综合体育场、9处网球场、6处足球或橄榄球场以及7处篮球或排球场，市区西部建有拉莫特省级体育公园（Stade départemental de La Motte）。
博比尼橄榄球体育俱乐部是当地的一支橄榄球队，成立于1965年，2020至2021赛季参加法国全国甲组橄榄球联赛（法丁）。
在足球方面，博比尼-巴尼奥莱-加尼联合足球俱乐部成立于2020年，2020至2021赛季参加法國全國乙組聯賽（法丁）。此外，当地还有五家注册足球队：
- 瓦杜科代文化足球俱乐部（A.S.C. Vaddukoddai）
- 博比尼之星足球俱乐部（Étoile Bobigny）
- 巴黎加济耶尔足球俱乐部（Gaziers de Paris A.S.）
- 博比尼阿尔马蒂足球俱乐部（Almaty Bobigny FSC）（五人制足球）
- 卡尔马足球俱乐部（Karma FSC）（五人制足球）

### 环境
博比尼的环境事务由其所属的公共社区负责。2018年，博比尼境内共有5家污染企业。

### 治安
2018年，博比尼市镇范围内共有2处派出所。
2014年，博比尼及附近地区共发生各类案件8,614起，其中盗窃类案件5,014起，经济类案件516起，毒品交易类案件464起。

## 文化
2019年，博比尼境内共有1家剧场、1家电影院和1家音乐厅。博比尼市政府提供多媒体中心，向公众全年开放。

### 建筑
博比尼境内以现代建筑物为主，大部分建筑建于20世纪以后。

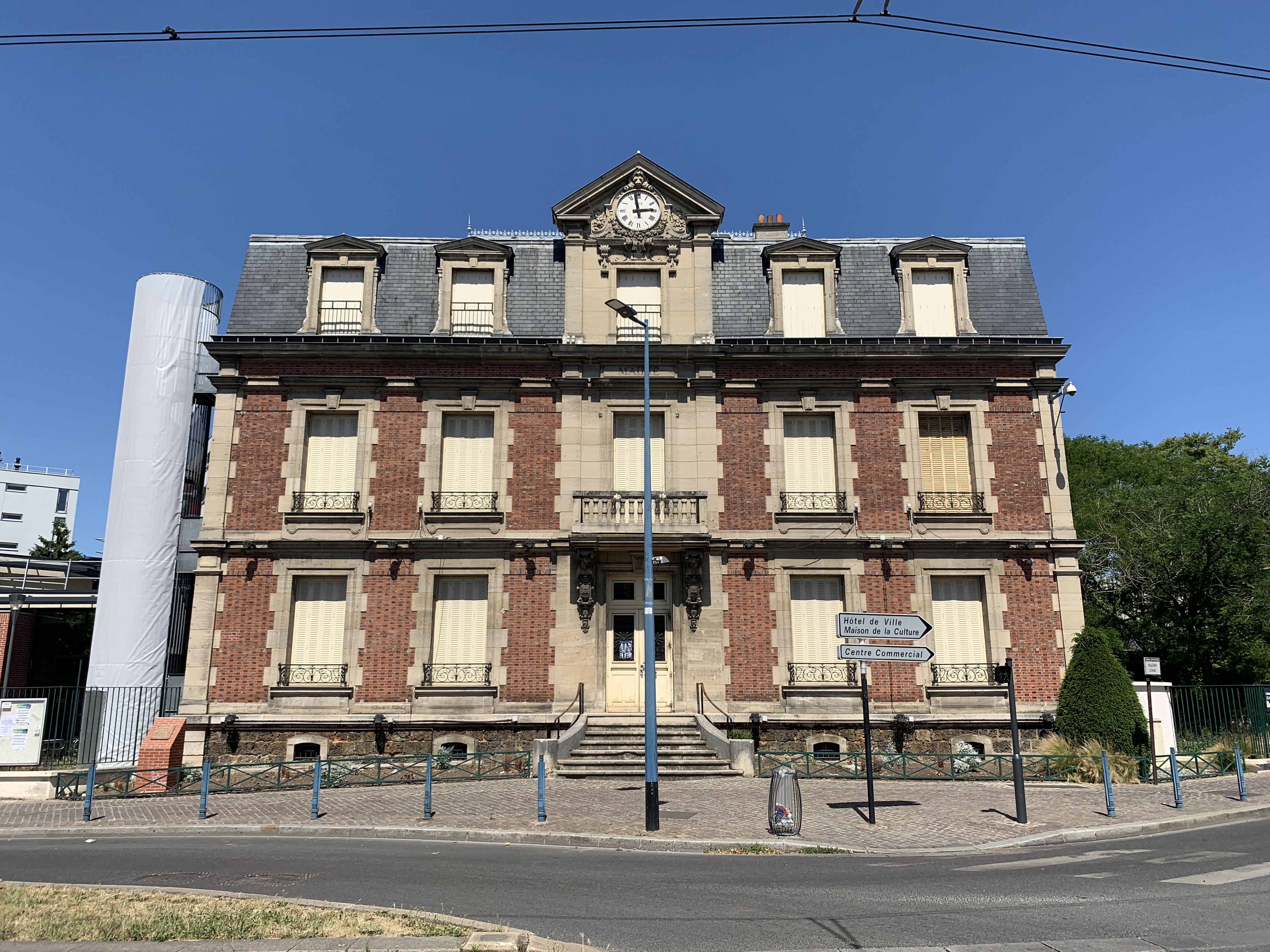
博比尼市政厅旧址
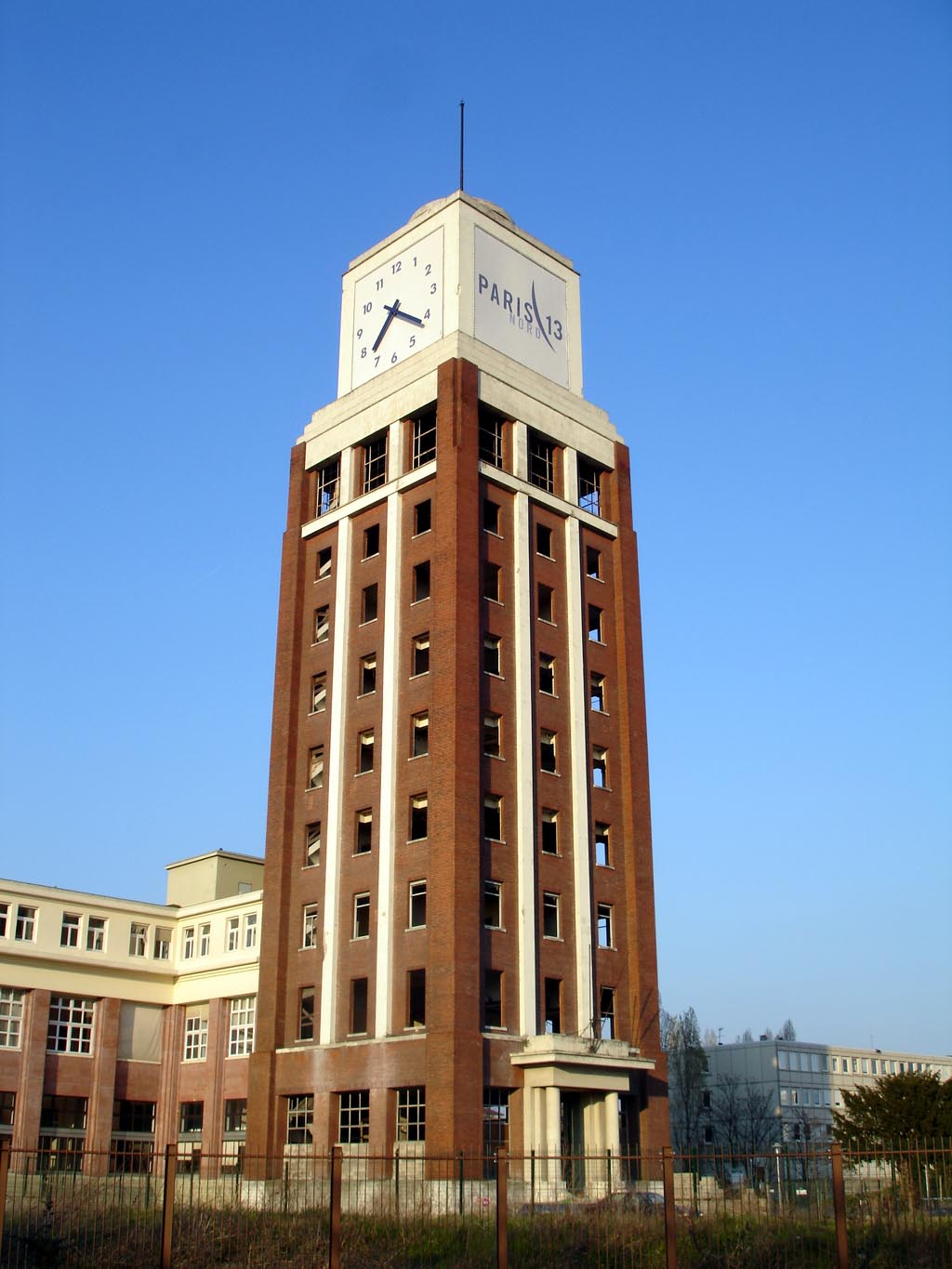
《画报》社旧址 现为巴黎第十三大学的教学楼
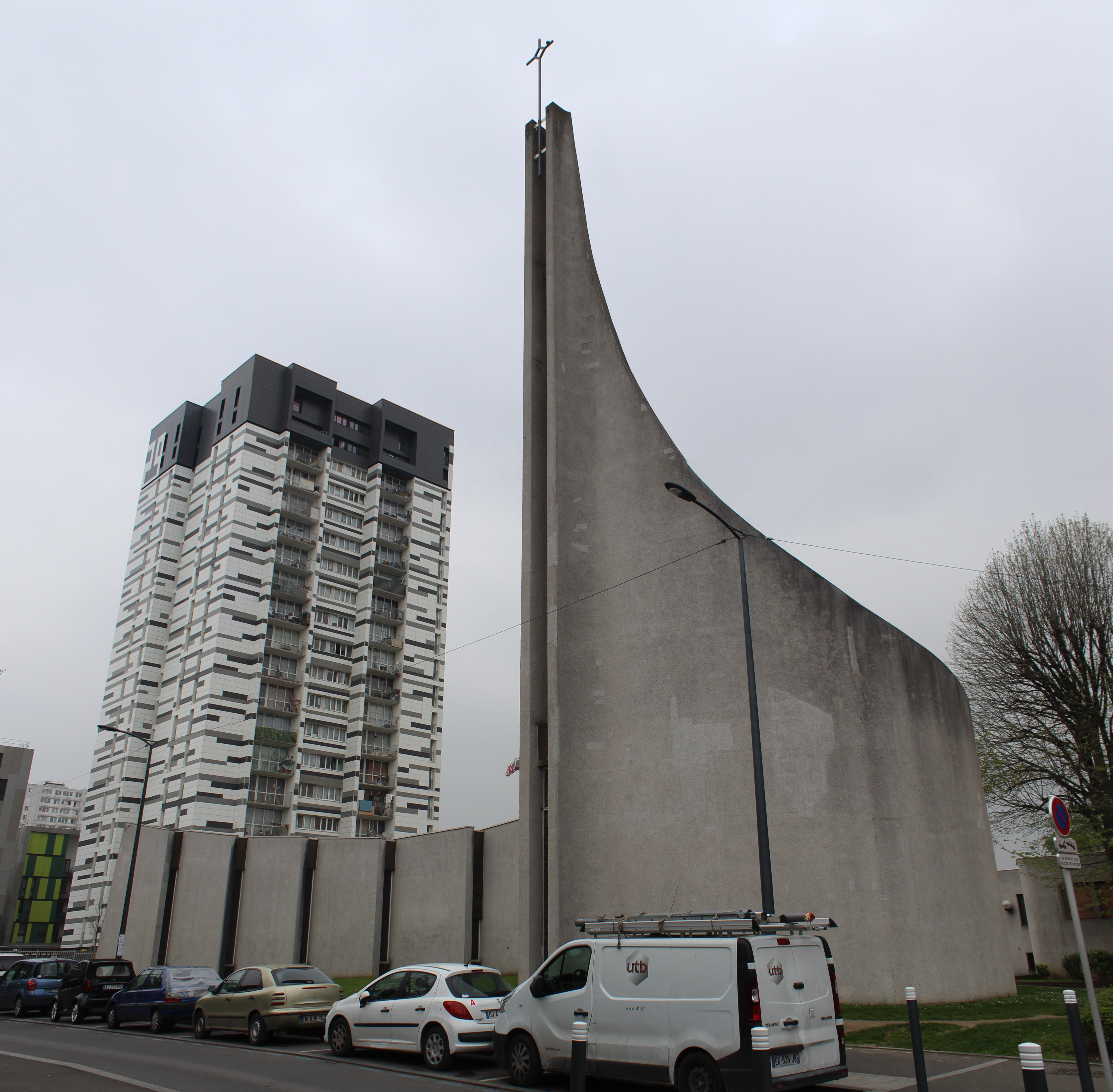
圣安德烈教堂
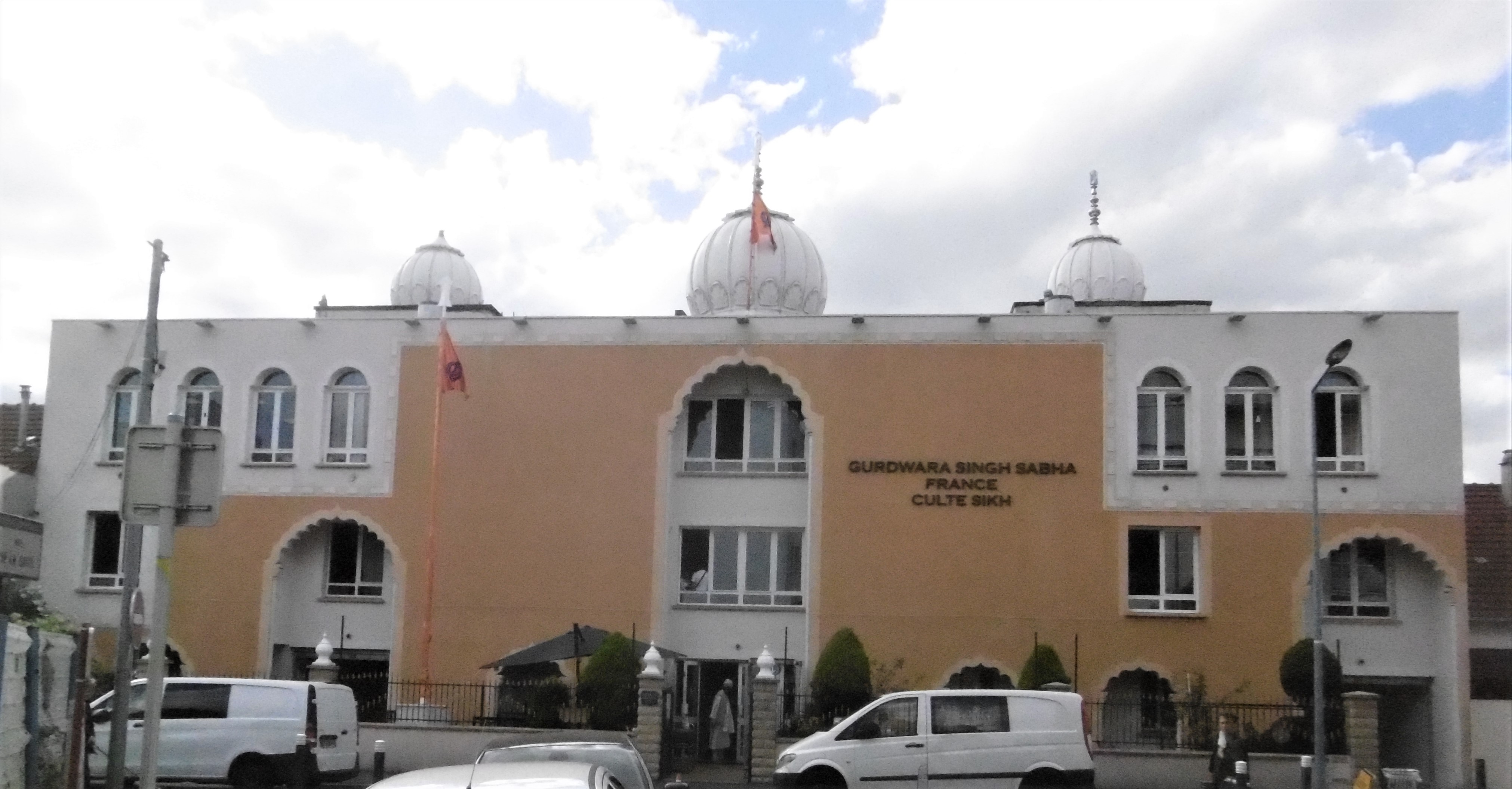
锡克伊斯兰文化中心
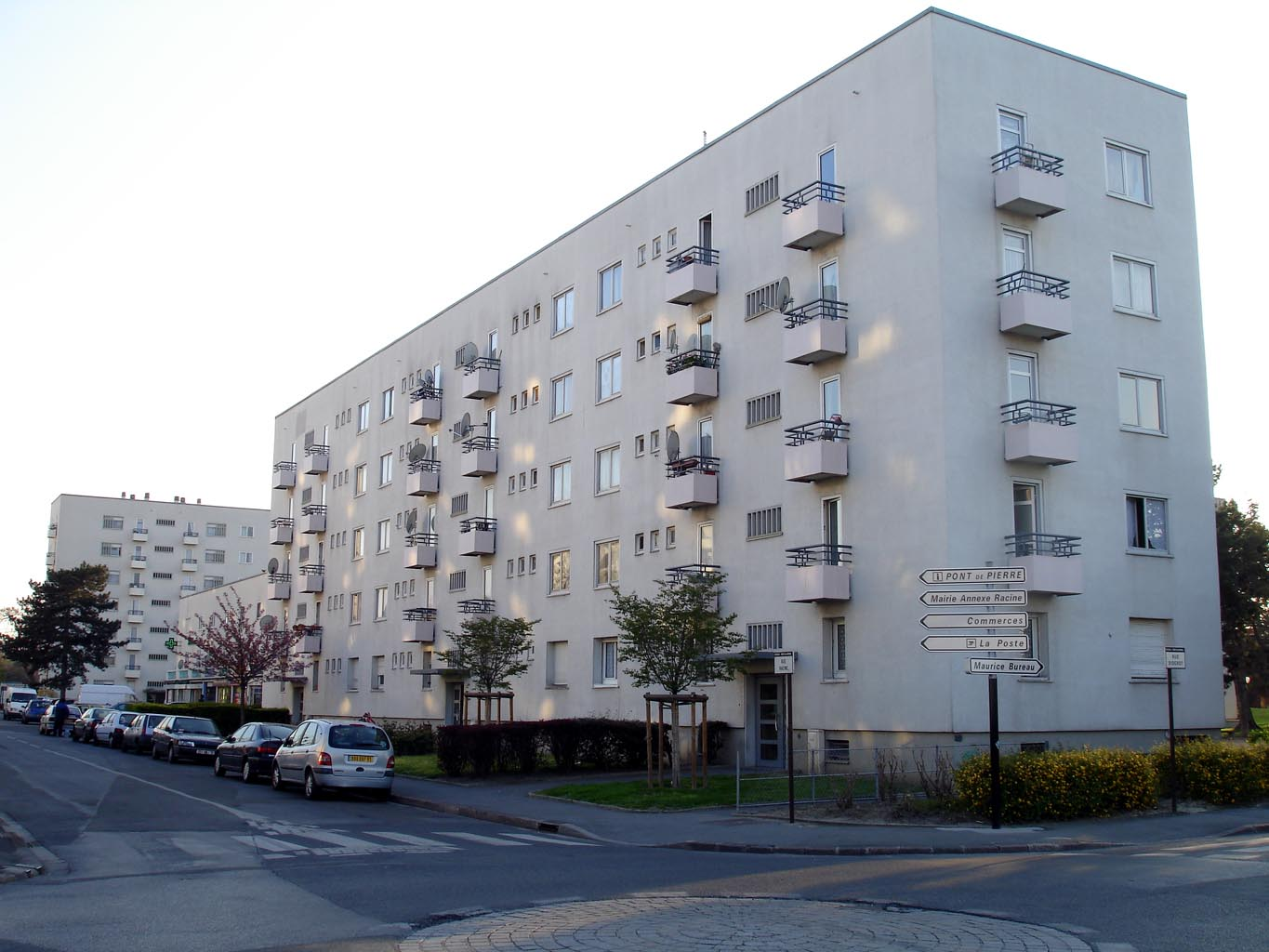
现代居民建筑

### 旅游
博比尼的旅游事务由其所属的公共社区负责。2020年，博比尼境内共有3家宾馆共计313间房间。

### 媒体
法国主要的媒体均可在博比尼接收，法国电视三台下属的法兰西岛大区频道在部分时段播出博比尼所属区域的地方新闻。

## 相关人物
法国女作家法伊扎·盖纳、歌手Dadju和足球运动员查理斯·伊坦積出生于博比尼。比利时歌手雅克·布雷尔则逝世于博比尼。

## 友好城市
截至2020年12月，博比尼共与两座城市互为友好城市关系：
- 德国 波茨坦
- 俄羅斯 謝爾普霍夫